# Pedro Antônio de Oliveira Ribeiro
Pedro Antonio de Oliveira Ribeiro foi filho do Coronel do mesmo nome e D. Maria Benta Freitas de Oliveira Ribeiro, nasceu a 8 de setembro de 1851, no engenho Varginhas, município de Laranjeiras, província de Sergipe. Tendo feito o curso de humanidades no Colégio São João, da capital da Bahia, matriculou-se na Faculdade de Direito do Recife, onde concluiu os estudos, recebendo, em 1871, o grau de Bacharel em Ciências Jurídicas e Sociais.
Iniciou sua vida pública no cargo de Promotor Público da comarca de seu nascimento, por nomeação de 5 de setembro de 1872. Aí funcionou como órgão da Justiça até o ano seguinte, em que foi nomeado Juiz Municipal e de Órfãos do termo de Montes Claros das Formigas, Minas Gerais, em decreto de 7 de abril de 1873, ato esse que ficou sem efeito pelo de 6 de setembro seguinte, nomeando-o para idêntico cargo do termo de Cristina.  Em decreto de 26 de junho de 1877, foi nomeado Juiz de Direito da comarca de Cristina, cargo que exerceu durante nove anos, até ser declarado Juiz Avulso, em decreto de 22 de maio de 1886, por ter sido eleito Deputado à Assembleia-Geral Legislativa na 20ª legislatura (1886-1889). Foi Deputado à Assembleia Legislativa da província de Sergipe nos biênios 1872-1873, 1874-1875 e 1878-1879. Fez parte da alta administração da mesma província, sendo nomeado 2º Vice-Presidente, em decreto de 23 de outubro de 1885. Não tendo obtido designação de comarca para o exercício do seu cargo de Juiz de Direito, estabeleceu-se como advogado no sul de Minas Gerais.
Proclamado o regime republicano, foi aposentado, em decreto de 14 de novembro de 1890, pelo Governo Provisório, o que não impediu sua nomeação, em decreto de 28 de abril de 1891, para o cargo de Chefe de Polícia da Capital Federal, de que pediu demissão por ocasião de renunciar ao poder o Marechal Deodoro da Fonseca. Em dezembro desse ano, foi nomeado Procurador-Geral do Estado de São Paulo e, por decreto de 8 de setembro de 1892, Ministro do Tribunal de Justiça de São Paulo, havendo sido eleito Presidente do Tribunal de Justiça de São Paulo. Assumindo a presidência do Estado, o Dr. Francisco de Paula Rodrigues Alves convidou Oliveira Ribeiro para auxiliar do seu governo na Chefia da Polícia do estado de São Paulo, cujas funções exerceu de 1º de maio de 1900 a 1º de janeiro de 1902.
Em decreto de 5 de outubro de 1903, foi nomeado Ministro do Supremo Tribunal Federal, preenchendo a vaga ocorrida com o falecimento de Américo Lobo Leite Pereira, tomando posse em 14 de outubro do mesmo ano. Exerceu o cargo de Procurador-Geral da República, por nomeação em decreto de 21 de outubro de 1905, sendo exonerado, a pedido, em 6 de dezembro de 1909.
Seu invejável talento, em evidência desde os bancos escolares, robustecido no estudo das disciplinas jurídicas, assegurou-lhe na vida pública uma carreira rápida e brilhante. Nunca se desviou dos moldes do magistrado ilustrado, probo, de caráter altivo e independente. 
Foi casado com D. Eliza Delfina de Oliveira Ribeiro, filha do Conselheiro Joaquim Delfino Ribeiro da Luz. Faleceu na cidade do Rio de Janeiro, em 29 de junho de 1917, sendo sepultado no Cemitério de São João Batista. Em sessão do dia seguinte, o Tribunal prestou-lhe homenagem, em que falaram os Ministros André Cavalcanti, Presidente, propondo luto por oito dias, Coelho e Campos e Canuto Saraiva.
Seu sobrinho, Pedro Antônio de Oliveira Ribeiro Sobrinho, também veio a exercer o cargo de chefe de polícia da Guanabara e de São Paulo.